# Toronto Pearson International Airport
Toronto Pearson International Airport (IATA: YYZ, ICAO: CYYZ) er en international lufthavn beliggende tæt på Toronto. Lufthavnen har navn efter Lester B. Pearson, som var Canadas 14. premierminister.

 Toronto Pearson er den største og travleste lufthavn i Canada. På verdensplan er det den 35. største lufthavn målt på antal passagerer i alt. Det er det største hub for Air Canada, der har over 660 daglige fly. Dette gør det igen til en af Star Alliances største hubs. 
75 forskellige flyselskaber flyver til Toronto Pearson, og de opererer ruter til 155 internationale destinationer. Toronto Pearson er den eneste lufthavn udover John F. Kennedy International Airport, der har direkte ruter til alle verdensdelene (Antarktis undtaget).

## Infrastruktur

### Lounges
Der er flere lounges i Toronto Pearson. Star Alliance, Oneworld og SkyTeam har alle tre hver deres respektive lounges i lufthavnen, og der er også flere lounges, som man kan købe sig adgang til, uanset flyselskabet og bookingklassen.

#### Terminal 1
- AirCanada Maple Leaf Lounge (tre steder)
- Plaza Premium Lounge (betalingslounge, findes tre steder i lufthavnen)

#### Terminal 3
- American Airlines Admirals Club (Oneworld)
- British Airways The Galleries Club Lounge (Oneworld)
- British Airways The Galleries First Lounge (Oneworld)
- KLM Crown Lounge (SkyTeam)
- Plaza Premium Lounge (betalingslounge, to steder)

### Vinterbekæmpelse
Pearson har verdens største de-icing-faciliteter, som servicerer 10.500 fly hver vinter. De seks anlæg kan i alt håndterer op til tolv fly på en gang, og hver de-icing tager mellem to og nitten minutter (afhængigt af flyets størrelse).
Fra midten af november til midten af April er lufthavnen i såkaldt "Winter mode", hvor et budget på 38 millioner canadiske dollars (omkring 190 millioner danske kroner) til snerydning indgår . Lufthavnen har femten sneplove.